# Bőrfutrinka
A bőrfutrinka (Carabus coriaceus) a rovarok (Insecta) osztályának a bogarak (Coleoptera) rendjébe, ezen belül a ragadozó bogarak (Adephaga) alrendjébe és a futóbogárfélék (Carabidae) családjába tartozó faj.

## Előfordulása
A bőrfutrinkát csaknem egész Európában megtaláljuk, Nagy-Britanniában hiányzik. Ma már állománya erősen csökken.

## Megjelenése
A bőrfutrinka 4 centiméteres hosszúságával a legnagyobb termetű közép-európai futóbogár. Csupán az óriás futóbogár (Carabus gigas) múlja felül 6 centiméteres nagyságával. Ez azonban csak Délkelet-Európában él, ezért a bőrfutrinka könnyen felismerhető. Feje, csápjai és lábai feketék. Szárnyfedői kékes-szürkék.

## Életmódja
A bőrfutrinka ligetes erdők, erdőszegélyek, száraz hegyoldalak, kertek és parkok lakója. Tápláléka csigák, hernyók, bogarak, de érett gyümölcsöket is fogyaszt.